# Reserva Natural de Guida
A Reserva Natural de Guida (em russo: Гыданский заповедник) é uma área protegida da Rússia, a reserva mais a norte da Sibéria Ocidental. Esta reserva sobre terreno árctico da Península de Guida e as ilhas próximas no Mar de Kara. A reserva está situada no Distrito de Tazovsky, em Iamália.

## Topografia
O terreno da reserva é uma planície que cobre a ponta norte da Península de Guida, que marca o lado direito do golfo do rio Ob, o local onde o rio se encontra com o Mar de Kara. Também inclui a Península de Yapaz (a oeste de Guida), a parte norte da Península de Mamute, da Ilha de Cervo, a Ilha de Shokalsky, a Ilha de Pestsovoye, entre outras. A área da reserva tem um tamanho de 878 hectares, dos quais um sexto (159 hectares) são ilhas.

## Eco-região e clima
Guida está localizada na eco-região do tundra de Iamália-Guida. Este clima cobre as penínsulas de Iamália e de Guida no centro-norte da Rússia, o estuário do rio Ob, e abrange uma boa parte do Mar de Kara e as suas ilhas. Estas áreas são caracterizadas por tundra, pântanos no estuário do rio Ob e um deserto árctico no extremo norte.
O clima em nesta área protegida é um clima frio e semi-árido. Isto é uma área onde o clima, pelo menos um mês, tem uma temperatura média quente o suficiente para a neve derreter (0º C), contudo não há mês algum com uma temperatura média que vá para além dos 10º C. No conjunto espacial da reserva, a temperatura média anual é de -10º C, tendo entre 55 a 70 dias por ano sem geada, sendo que 240 dias por ano, entre Outubro e Junho, a neve sobre alguma porção da reserva.

## Eco-educação e acessos
Esta reserva natural encontra-se fechada ao público, embora cientistas e pessoas ligadas à educação ambiental possam organizar viagens à reserva. Não existe qualquer via rodoviária, e o acesso é difícil, não havendo também qualquer edifício permanente na área. O escritório da reserva encontra-se na Vila de Taz. Devido à presença de petróleo e gás dentro do perímetro da reserva, a mesma é alvo de atenções por parte de companhias de extracção.